# Полетаев, Николай Александрович
Николай Александрович Полетаев (1833—1914) — русский юрист и энтомолог.

## Биография
Родился в 1833 году в Кишинёве.
Учился в Томской и Самарской гимназиях, а также в Астраханской гимназии, которую окончил в 1849 году. В течение года учился на медицинском факультете Казанского университета. Возвратившись в Астрахань, с 1852 года стал преподавать здесь арифметику и бухгалтерию в армянском Агабабовском училище — до 1853 года. В конце концов уехал в Москву, где получил место домашнего учителя и, одновременно, посещал вольнослушателем лекции на юридическом факультете Московского университета. В 1858 году блестяще сдал экзамены, получив звание кандидата университета. Через некоторое время продолжил образование за границей: в 1861/62 уч. году слушал лекции права в Кильском университете, где на него обратил внимание один из лекторов, Готлиб Планк.
Возвратившись в Россию, недолго был секретарём у сахарозаводчика графа Бобринского в Смеле и в 1862 году определился на государственную службу — младшим помощником секретаря Первого департамента герольдии Сената. Затем был старшим помощником, обер-секретарём; в конце 1866 года вышел в отставку с чином титулярного советника и поступил в присяжные поверенные Санкт-Петербургской судебной палаты. Имел юридическую практику до 1909 года. Окончив трудовую деятельность, переселился в Гатчину.
Умер 4 (17) октября 1914 года.
Интересовался энтомологией. С 1874 года был членом, а в 1885—1890 годах — вице-президентом Русского энтомологического общества.